# 教信
教信（きょうしん、延暦5年（786年） - 貞観8年（866年））は、奈良時代後期から平安時代にかけての僧。日本における浄土教、念仏信仰（称名念仏・専修念仏）の先駆者とも称され、後世の僧侶たちに多大な影響を与えた。また、在俗の沙弥として生活したことから「賀古の教信沙弥」、「沙弥教信」とも呼ばれた。

## 生涯
教信の来歴について、詳しいことはわかっていない。教信は幼くして出家し、奈良の興福寺において修学した学僧で、はじめは唯識などを修めていたという。
その後、教信は諸国遊行を経て、播磨国賀古駅の北辺に草庵を結び、隠遁した。教信は田畑を耕し、荷物運びなどをして生計を立てたと伝わるが、生活の実態は極貧のうちにあった。なお、妻帯して子を儲けたのも、隠遁した時期のことである。
また教信は、隠遁したとはいえ、近隣の人や道行く人々に教えを説き、念仏を勧めたという。庵の西壁に窓を設け、ひたすら西方極楽浄土の阿弥陀仏に思いを寄せ、昼夜をいとわず口称念仏をして極楽往生を求めたため、人々から「阿弥陀丸」と呼ばれていた。
教信の遺骸については、教信本人の希望どおり、野の犬や鳥に施される風葬であったとされる。なお、教信が死去したのちも、摂津国箕面勝尾寺にいた僧侶の勝如に関する逸話のなかにも教信は登場しており、死後も念仏の功徳を広めた僧として教信が描かれている。